# Tolu Arokodare
Toluwalase "Tolu" Arokodare, né le 23 novembre 2000 à Festac Town (en) au Nigeria, est un footballeur nigérian, qui joue au poste d'avant-centre au KRC Genk.

## Biographie

### Valmiera FC
Originaire du Nigeria, Tolu Arokodare commence sa carrière professionnelle en Lettonie, avec le club du Valmiera FC, qu'il rejoint en provenance de l'académie Box to Box. Il joue son premier match le 30 juin 2019, lors d'une rencontre de championnat face au BFC Daugavpils. Il est titulaire et les deux équipes se neutralisent (1-1).
Le 7 août 2020, il se met en évidence en étant l'auteur d'un triplé en championnat, le premier de sa carrière, sur la pelouse du FK Tukums 2000. Ses trois buts permettent à son équipe de remporter la partie (2-3 score final). Lors de la saison 2020, il termine troisième meilleur buteur du championnat avec 15 réalisations en 16 matchs.

### FC Cologne
Le 18 septembre 2020, Tolu Arokodare est prêté au FC Cologne pour une saison avec option d'achat. Il joue son premier match sous ses nouvelles couleurs le 26 septembre suivant, lors d'une rencontre de championnat face à l'Arminia Bielefeld. Il entre en jeu à la place de Sebastian Andersson lors de ce match perdu par Cologne (1-0).

### Amiens SC
Le 1er juillet 2021, Tolu Arokodare est prêté à l'Amiens SC pour une saison,. Il marque son premier but dès son premier match pour Amiens le 31 juillet 2021 contre l'AC Ajaccio, lors de la deuxième journée de la saison 2021-2022 de Ligue 2 (défaite 3-1). Le 13 novembre 2021, Arokodare se fait remarquer lors d'une rencontre de coupe de France contre l'ES Anzin-Saint-Aubin en réalisant un triplé. Il permet ainsi à son équipe de s'imposer par cinq buts à zéro.
Durant la saison 2022-2023, Tolu souffre d'un cruel manque d'efficacité, ce qui le poussera progressivement vers la porte de sortie, et quitte le club picard lors du mercato hivernal.

### KRC Genk
Le 31 janvier 2023, Tolu Arokodare prend la direction de la Belgique afin de s'engager en faveur du KRC Genk. Il signe un contrat courant jusqu'en juin 2027.
Il se distingue dès son premier match en marquant un but, le 5 février 2023, lors d'une rencontre de championnat face au KAA La Gantoise. Entré en jeu à la place de Mbwana Ally Samatta, il marque le troisième but de son équipe, qui l'emporte par trois buts à deux.

## Statistiques

### En club
| Saison                | Club                  | Championnat           | Championnat | Championnat | Championnat | Coupe(s) nationale(s) | Coupe(s) nationale(s) | Coupe(s) nationale(s) | Compétition(s) continentale(s) | Compétition(s) continentale(s) | Compétition(s) continentale(s) | Compétition(s) continentale(s) | Autres compétitions | Autres compétitions | Autres compétitions | Autres compétitions | Total | Total | Total |
| Saison                | Club                  | Division              | M.          | B.          | P.d.        | M.                    | B.                    | P.d.                  | Comp.                          | M.                             | B.                             | P.d.                           | Comp.               | M.                  | B.                  | P.d.                | M.    | B.    | P.d.  |
| 2019                  | Valmiera FC           | Virsliga              | 16          | 7           | 2           | 1                     | 0                     | 0                     | -                              | -                              | -                              | -                              | -                   | -                   | -                   | -                   | 17    | 7     | 2     |
| 2020                  | Valmiera FC           | Virsliga              | 16          | 15          | 2           | -                     | -                     | -                     | C3                             | 1                              | 0                              | 0                              | -                   | -                   | -                   | -                   | 17    | 15    | 2     |
| Sous-total            | Sous-total            | Sous-total            | 32          | 22          | 4           | 1                     | 0                     | 0                     | -                              | 1                              | 0                              | 0                              | -                   | 0                   | 0                   | 0                   | 34    | 22    | 4     |
| 2020-2021             | FC Cologne (prêt)     | Bundesliga            | 10          | 0           | 0           | 1                     | 0                     | 0                     | -                              | -                              | -                              | -                              | -                   | -                   | -                   | -                   | 11    | 0     | 0     |
| 2021-2022             | Amiens SC (prêt)      | Ligue 2               | 35          | 8           | 2           | 5                     | 5                     | 0                     | -                              | -                              | -                              | -                              | -                   | -                   | -                   | -                   | 40    | 13    | 2     |
| 2022-2023             | Amiens SC (prêt)      | Ligue 2               | 20          | 6           | 2           | 3                     | 2                     | 0                     | -                              | -                              | -                              | -                              | -                   | -                   | -                   | -                   | 23    | 8     | 2     |
| Sous-total            | Sous-total            | Sous-total            | 65          | 14          | 4           | 9                     | 7                     | 0                     | -                              | 0                              | 0                              | 0                              | -                   | 0                   | 0                   | 0                   | 74    | 21    | 4     |
| 2022-2023             | KRC Genk              | Division 1A           | 5           | 1           | 1           | -                     | -                     | -                     | -                              | -                              | -                              | -                              | PO1                 | 6                   | 1                   | 1                   | 11    | 2     | 2     |
| 2023-2024             | KRC Genk              | Division 1A           | 29          | 8           | 3           | 1                     | 0                     | 0                     | C1+C3+C4                       | 2+2+7                          | 2+0+1                          | 0+0+0                          | PO1                 | 11                  | 4                   | 0                   | 52    | 15    | 3     |
| 2024-2025             | KRC Genk              | Division 1A           | 30          | 17          | 5           | 5                     | 2                     | 0                     | -                              | -                              | -                              | -                              | PO1                 | 10                  | 4                   | 0                   | 45    | 23    | 5     |
| 2025-2026             | KRC Genk              | Division 1A           | 3           | 1           | 0           | -                     | -                     | -                     | -                              | -                              | -                              | -                              | -                   | -                   | -                   | -                   | 3     | 1     | 0     |
| Sous-total            | Sous-total            | Sous-total            | 67          | 27          | 9           | 6                     | 2                     | 0                     | -                              | 11                             | 3                              | 0                              | -                   | 27                  | 9                   | 1                   | 111   | 41    | 10    |
| Total sur la carrière | Total sur la carrière | Total sur la carrière | 164         | 63          | 17          | 16                    | 9                     | 0                     | -                              | 12                             | 3                              | 0                              | -                   | 27                  | 9                   | 1                   | 219   | 84    | 18    |

## Palmarès

### Distinctions personnelles
- Co-meilleur buteur du championnat de Belgique en 2025 (21 buts).